# 베이즈 탐색 이론
베이즈 탐색 이론(Bayesian search theory)은 잃어버린 물건을 찾는 데 베이즈 통계를 적용한 것이다. 이는 USS 스콜피온(USS Scorpion)과 같은 잃어버린 해상 선박을 찾는 데 여러 번 사용되었으며 2009년 에어프랑스 447편 추락 사고에서 비행 기록 장치를 복구하는 데 핵심적인 역할을 했다. 또한 말레이시아 항공 370편의 잔해의 위치를 찾는 시도에도 사용되었다.

## 절차
일반적인 절차는 다음과 같다.
1. 물체에 무슨 일이 일어났을지에 대해 가능한 한 많은 합리적인 가설을 세운다.
2. 각 가설에 대해 물체의 위치에 대한 확률 밀도 함수를 구성한다.
3. 실제로 위치 X에 있는 경우 그곳을 탐색할 때 위치 X에서 실제로 개체를 찾을 확률을 제공하는 함수를 구성한다. 해양 탐색에서 이는 일반적으로 수심의 함수이다. 얕은 물에서는 개체를 찾을 가능성이 높다. 탐색이 올바른 위치에 있는 경우. 깊은 물에서는 확률이 감소한다.
4. 위의 정보를 일관되게 결합하여 전체 확률 밀도 맵을 생성한다. (보통 이는 단순히 두 함수를 곱하는 것을 의미한다.) 이는 모든 가능한 위치 X에 대해 위치 X를 보고 객체를 찾을 확률을 제공한다. (이는 확률의 등고선 지도로 시각화될 수 있다.)
5. 확률이 가장 높은 지점에서 시작하여 확률이 높은 영역, 중간 확률, 확률이 낮은 영역을 '스캔'하는 탐색 경로를 구성한다.
6. 탐색하는 동안 모든 확률을 지속적으로 수정한다. 예를 들어, 위치 X에 대한 가설이 물체의 붕괴 가능성을 암시하고 위치 X에서의 탐색에서 조각이 나오지 않으면 물체가 그 주변 어딘가에 있을 확률은 크게 감소하지만(보통 0은 아니지만) 확률은 그에 따라 다른 위치에 있는 것도 증가한다. 수정 과정은 베이즈 정리를 적용하여 수행된다.

## 같이 보기
- 베이즈 추론
- 탐색 게임